# ميلتون ميلينديز
ميلتون ميلينديز (بالإسبانية: Milton Meléndez)‏ (8 مارس 1967 بسان سلفادور في السلفادور - ) هو مدرب كرة قدم ولاعب كرة قدم سلفادوري في مركز الوسط. شارك مع منتخب السلفادور لكرة القدم. أما مع النوادي، فقد لعب مع نادي أليانزا ‏.

## وصلات خارجية
- ميلتون ميلينديز على موقع الاتحاد الدولي (مؤرشف)  (الإنجليزية)
- ميلتون ميلينديز على موقع قاعدة بيانات كرة القدم.إي يو (الإنجليزية)
- ميلتون ميلينديز على موقع ناشيونال فوتبول تيمز (الإنجليزية)